# Alice von Armenien
Alice von Armenien (* 1182; † nach 1234, vor 1240) war eine armenische Prinzessin und Herrin von Toron. Sie war die älteste Tochter des Fürsten Ruben III. von Kleinarmenien und dessen Gattin Isabella von Toron.
Beim Tod ihres Vaters im Jahr 1187 folgte diesem ihr Onkel Leo II. als Fürst.
Alice war dreimal verheiratet. In erster Ehe wurde sie im Jahr 1189, noch minderjährig, mit dem armenischen Adligen Hethum von Sassun, Herrn von Misis, verheiratet. Die Ehe wurde nie vollzogen, da Hethum bereits 1193 starb. Möglicherweise wurde er ermordet, um Alices zweite Verheiratung zu ermöglichen.
Als im Winter 1194/95 ihr Onkel Leo II. mit dem Fürsten Bohemund III. von Antiochia Frieden schloss, wurde Alice zur Bekräftigung dieses Friedens mit Bohemunds Sohn und Erben Raimund I. von Antiochia verheiratet, der bereits 1187 bis 1189 als Raimund IV. Graf von Tripolis gewesen war. Mit ihm hatte sie einen Sohn, Raimund II. Ruben. Allerdings starb Alices Ehemann noch vor seinem Vater Bohemund III., so dass ihr Schwager Bohemund IV., Raimunds jüngerer Bruder,  1201 das Fürstentum Antiochia erbte und Alice mit ihrem Sohn nach Kleinarmenien auswies.
Zusammen mit ihrem Sohn Raimund II. Ruben versuchte Alice später, ihren Schwager zu stürzen.  Dies gelang ihnen im Jahre 1216 mit der Einnahme Antiochias, wo nun Raimund II. Ruben regierte, doch 1219 konnte Bohemund IV. die beiden vertreiben und den Thron zurückerlangen. Alice und Raimund II. Ruben fielen daraufhin ins kleinarmenische Kilikien ein, wo sie sich in Tarsos festsetzten und ihre von Alices Vater herrührenden Ansprüche auf den Thron von Kleinarmenien einforderten. 
In dritter Ehe heiratete Alice dort im Jahr 1220 Vahram von Korykos, den Marschall von Kleinarmenien. Sie wurden 1221 von Konstantin von Lambron besiegt und gefangen gehalten. Raimund II. Ruben starb 1222 im Kerker, Vahram wurde im gleichen Jahr ermordet.
Nach ihrer Freilassung wandte sich Alice ihren Erbansprüchen in Palästina zu. Von ihrer Mutter hatte sie deren Ansprüche auf Toron und Oultrejordain geerbt, Herrschaften im Königreich Jerusalem, die allerdings seit 1187 bzw. 1189 von den muslimischen Ayyubiden besetzt waren. 1229 wurde die Herrschaft Toron den Christen im Rahmen des Friedens von Jaffa (Kreuzzug Friedrichs II.) zurückgegeben und zunächst dem Deutschen Orden übergeben, die die Burg Toron wiederherstellte, bevor Alice bei Kaiser Friedrich II. als König von Jerusalem seine Ansprüche auf Toron geltend machte und nach Entscheidung des Haute Cour von Jerusalem zu ihren Gunsten mit der Herrschaft Toron belehnt wurde.
Die Herrschaft wurde 1239, als der 10-jährige Friede von Jaffa endete, wieder von den Muslimen erobert. Als Toron im Winter 1240/1241 im Rahmen des Kreuzzugs der Barone erneut friedlich an die Christen zurückgegeben wurde, war es Alices Enkelin (die Tochter Raimund II. Rubens) Maria von Antiochia bzw. deren Ehemann Philipp von Montfort, der mit Toron belehnt wurde.